# Pieter de Bloot

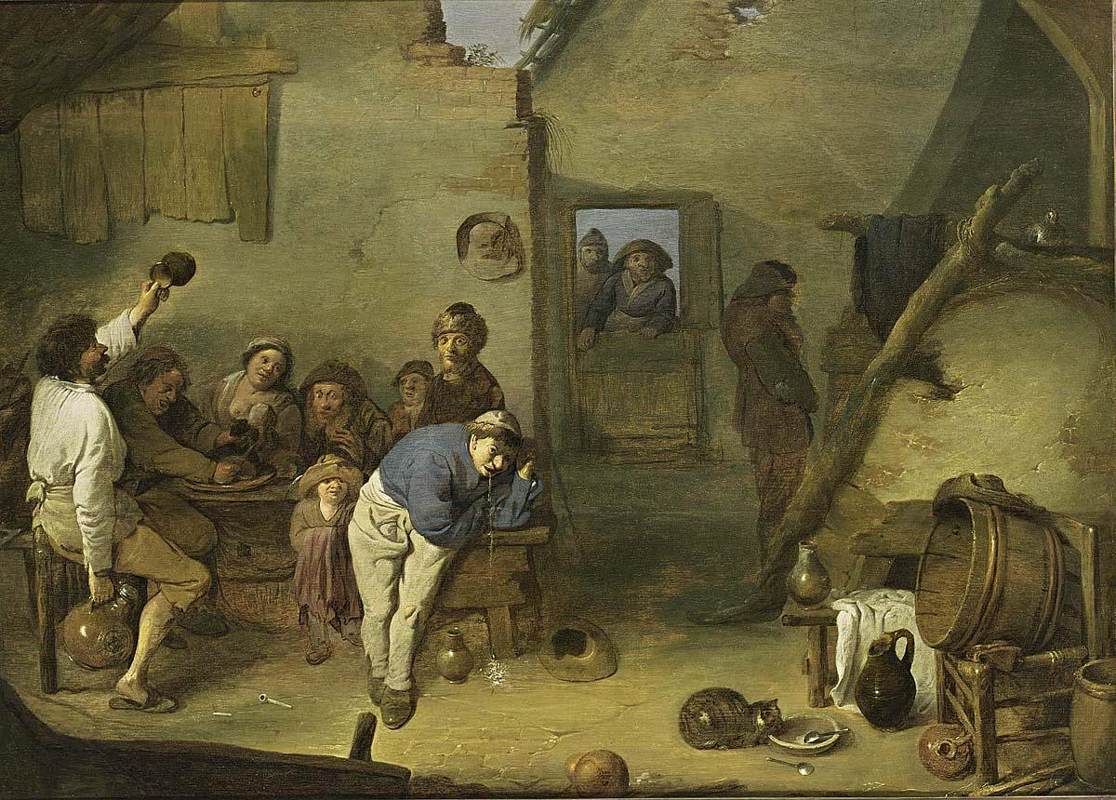
Wnętrze tawerny, lata 30. XVII w.

Pieter de Bloot (ur. 1601 w Rotterdamie, zm. 3 listopada 1658 tamże) – holenderski malarz rodzajowy i pejzażysta.
Artysta związany całe życie z Rotterdamem, malował dosadne sceny w karczmach pod wyraźnym wpływem Adriaena Brouwera. Tworzył też pejzaże inspirując się twórczością Jana van Goyena i Cornelisa van Dalema, sporadycznie poruszał również tematykę religijną.
W zbiorach Muzeum Narodowego w Poznaniu znajduje się obraz Bijatyka we wsi z lat 1635-50.

## Wybrane prace
- Święty Marcin i żebrak, Victoria and Albert Museum w Londynie,
- Jałmużna, Rotterdam,
- Gospodarstwo wiejskie nad kanałem, Gadawa,
- Chrystus w domu Marii i Marty, Liechtenstein Museum, Wiedeń, 1637,
- Rozrywki w karczmie (ang. Amusement in a tavern), Galeria Narodowa w Pradze.